# Paul Texel
Pour les articles homonymes, voir Texel.
Paul Texel, né en 1957 ou 1958, est un chanteur contreténor néerlandais.

## Biographie
Paul Texel naît en 1957 ou 1958 dans une famille exploitant des mines au Surinam. Il a la particularité de ne pas avoir de pomme d'Adam, d'où sa tessiture. 
Il a eu pour coach de chant Richard Cross. 
Il fait ses débuts à Vienne en 1981, avant de se produire en Italie et à Aix-en-Provence.
Il donne également des récitals, notamment l'aria de Haendel Lascia ch'io pianga, avec Ève Ruggieri pour l'accompagner au piano, dans l'émission Champs-Élysées du 1er décembre 1984.
Il enregistre un album, Higher he said, en 1990, qui sort l'année suivante.
Il reçoit une critique favorable en 1991 dans le journal L'Événement du jeudi :

« Le miracle est là : une voix s'élève, divine, charnelle, irréelle. »

## Discographie
- 1986 : Chants et paroles (cassette-vidéo CNRS Audiovisuel) (BNF 43877052) (OCLC 948662293)
- 1990 : My Temptation (BMG Ariola) (OCLC 659266792)
- 1991 : Cries on the way renaissance hip mix (BMG Ariola 664437) (OCLC 659307985)
- 1990 : Higher he said (Starforce/BMG Ariola 261 269[5] (BNF 38201120))

1. My Temptation
2. The Angel
3. Cries On The Way
4. Secret Ceremony
5. Comedia Seria
6. It's A Mystery To Me
7. You And I Together
8. A New Life
9. Under Other Skies
10. Ages Of Time